# Liu Pin-pin
Liu Pin-pin (Liu Binbin) (egyszerűsített kínai írással: 刘彬彬; 1993. június 16. –) kínai labdarúgó, az élvonalbeli Santung Lüneng Tajsan középpályása.

## Pályafutása

### Klubcsapatokban
2005-ben csatlakozott a Santung Lüneng (mai nevén Santung Tajsan) labdarúgó akadémiájához. 2010-ben csapattársával, Xie Pengfei-vel együtt kölcsönadták a Ligue 2-ben szereplő FC Metz csapatához. A 2011-es szezonban visszatért a Santunghoz, majd a kínai harmadosztályú Santung Youthnál játszott a szezonban. Első gólját 2011. július 3-án szerezte a Csinghaj Youth ellen 4–0-ra megnyert mérkőzésen. 2012. március 10-én debütált a felnőtt csapatban a Kujcsou Renhe elleni 2–1-es vereség alkalmával.
Első góljára a következő idényig kellett várni, 2013. augusztus 17-én a Liaoning Whowin ellen 2–1-re megnyert bajnoki mérkőzésen szerezte első gólját a klub színeiben. A későbbiekben a csapat fontos tagjává vált, és 2014-ben Kínai Kupát nyert. A csapat egy állandó, megbízható játékosává nőtte ki magát, és 2020-ban ismét Kínai Kupát nyert a Csiangszu Szuning elleni 2–0-ás győzelem alkalmával. Egy évvel később, 2021-ben megnyerte a Kínai Szuperligát csapatával. Majd 2022-ben ismét megnyerte a Kínai Kupát.

### A válogatottban
2010 júniusában meghívót kapott a kínai U20-as válogatottba, az U19-es Ázsia-bajnokságra. Jan Olde Riekerink, aki 2011-ben vette át a csapat irányítását továbbra is behívta az U20-as válogatottba, és részt vett a 2011-es Touloni Ifjúsági Tornán. Három mérkőzésen egy gólt szerzett a 2012-ben megrendezett U19-es Ázsia-bajnokság selejtezőjében, majd csapatával sikeresen kvalifikálta magát a tornára. 2014. december 13-án debütált a kínai felnőtt válogatottban a Kirgizisztán elleni 4–0-s győzelem alkalmával; a meccset azonban a FIFA nem ismerte el hivatalos mérkőzésként. Hivatalos mérkőzésen 2014. december 21-én debütált a Palesztina elleni 0–0-s döntetlen alkalmával.
Tagja volt annak a kínai válogatottnak, amely részt vett a 2015-ös Ázsia-kupán. Egy alkalommal lépett pályára a tornán, az Üzbegisztán ellen 2–1-re megnyert csoportmérkőzésen.
2023. december 12-én meghívót kapott a 2023-as Ázsia-kupára.

## Statisztika

### Klubcsapatokban
2024. április 5-i állapot szerint.
| Klub                           | Szezon           | Bajnokság           | Bajnokság | Bajnokság | Kupa  | Kupa  | Nemzetközi | Nemzetközi | Egyéb | Egyéb | Összes | Összes |
| Klub                           | Szezon           | Liga                | Mérk.     | Gólok     | Mérk. | Gólok | Mérk.      | Gólok      | Mérk. | Gólok | Mérk.  | Gólok  |
| ------------------------------ | ---------------- | ------------------- | --------- | --------- | ----- | ----- | ---------- | ---------- | ----- | ----- | ------ | ------ |
| Santung Youth                  | 2011             | Kínai harmadosztály | 5         | 1         | -     | -     | -          | -          | -     | -     | 5      | 1      |
| Santung Lüneng/ Santung Tajsan | 2012             | Kínai Szuperliga    | 11        | 0         | 0     | 0     | -          | -          | -     | -     | 11     | 0      |
| Santung Lüneng/ Santung Tajsan | 2013             | Kínai Szuperliga    | 13        | 1         | 1     | 0     | -          | -          | -     | -     | 14     | 1      |
| Santung Lüneng/ Santung Tajsan | 2014             | Kínai Szuperliga    | 29        | 5         | 7     | 2     | 4          | 1          | -     | -     | 40     | 8      |
| Santung Lüneng/ Santung Tajsan | 2015             | Kínai Szuperliga    | 22        | 4         | 3     | 0     | 6          | 0          | 1     | 0     | 32     | 4      |
| Santung Lüneng/ Santung Tajsan | 2016             | Kínai Szuperliga    | 20        | 3         | 1     | 1     | 10         | 0          | -     | -     | 31     | 4      |
| Santung Lüneng/ Santung Tajsan | 2017             | Kínai Szuperliga    | 25        | 1         | 1     | 0     | -          | -          | -     | -     | 26     | 1      |
| Santung Lüneng/ Santung Tajsan | 2018             | Kínai Szuperliga    | 9         | 0         | 1     | 0     | -          | -          | -     | -     | 10     | 0      |
| Santung Lüneng/ Santung Tajsan | 2019             | Kínai Szuperliga    | 17        | 5         | 5     | 0     | 5          | 1          | -     | -     | 27     | 6      |
| Santung Lüneng/ Santung Tajsan | 2020             | Kínai Szuperliga    | 13        | 1         | 3     | 0     | -          | -          | -     | -     | 16     | 1      |
| Santung Lüneng/ Santung Tajsan | 2021             | Kínai Szuperliga    | 19        | 0         | 0     | 0     | -          | -          | -     | -     | 19     | 0      |
| Santung Lüneng/ Santung Tajsan | 2022             | Kínai Szuperliga    | 22        | 2         | 2     | 1     | 0          | 0          | -     | -     | 24     | 3      |
| Santung Lüneng/ Santung Tajsan | Összesen         | Összesen            | 200       | 22        | 24    | 4     | 25         | 2          | 1     | 0     | 250    | 28     |
| Karrier összesen               | Karrier összesen | Karrier összesen    | 205       | 23        | 24    | 4     | 25         | 2          | 1     | 0     | 255    | 29     |

Jegyzetek
1. ↑  Mérkőzése(i) a Kínai Szuperkupában

### A válogatottban
| Kína     | Kína  | Kína  |
| Év       | Mérk. | Gólok |
| -------- | ----- | ----- |
| 2014     | 3     | 0     |
| 2015     | 4     | 0     |
| 2021     | 4     | 1     |
| 2022     | 3     | 0     |
| 2023     | 6     | 0     |
| 2024     | 4     | 0     |
| Összesen | 24    | 1     |

#### Mérkőzései a kínai válogatottban
| #   | Dátum              | Ellenfél        | Eredmény | Kiírás                           | Esemény     |
| --- | ------------------ | --------------- | -------- | -------------------------------- | ----------- |
| 1.  | 2014. december 13. | Kirgizisztán    | 4 – 0    | Barátságos mérkőzés              | a szünetben |
| 2.  | 2014. december 17. | Kirgizisztán    | 2 – 0    | Barátságos mérkőzés              | 76'         |
| 3.  | 2014. december 21. | Palesztina      | 0 – 0    | Barátságos mérkőzés              | 79'         |
| 4.  | 2015. január 3.    | Omán            | 4 – 1    | Barátságos mérkőzés              |             |
| 5.  | 2015. január 14.   | Üzbegisztán     | 2 – 1    | Ázsia-kupa-csoportkör            | 81'         |
| 6.  | 2015. június 16.   | Bhután          | 6 – 0    | Vb-selejtező                     | 56'         |
| 7.  | 2015. augusztus 5. | Észak-Korea     | 2 – 0    | Kelet-ázsiai labdarúgó-bajnokság | a szünetben |
| 8.  | 2021. június 7.    | Fülöp-szigetek  | 2 – 0    | Vb-selejtező                     | 78'         |
| 9.  | 2021. június 11.   | Maldív-szigetek | 5 – 0    | Vb-selejtező                     | 5'          |
| 10. | 2021. június 15.   | Szíria          | 3 – 1    | Vb-selejtező                     | 63'         |
| 11. | 2021. október 7.   | Vietnám         | 3 – 2    | Vb-selejtező                     | 54'         |
| 12. | 2022. február 1.   | Vietnám         | 1 – 3    | Vb-selejtező                     | 67'         |
| 13. | 2022. március 24.  | Szaúd-Arábia    | 1 – 1    | Vb-selejtező                     | 59'         |
| 14. | 2022. március 29.  | Omán            | 0 – 2    | Vb-selejtező                     | 62'         |
| 15. | 2023. március 23.  | Új-Zéland       | 0 – 0    | Barátságos mérkőzés              | 66'         |
| 16. | 2023. június 16.   | Mianmar         | 4 – 0    | Barátságos mérkőzés              | 73'         |
| 17. | 2023. június 20.   | Palesztina      | 2 – 0    | Barátságos mérkőzés              | 57'         |
| 18. | 2023. november 16. | Thaiföld        | 2 – 1    | Vb-selejtező                     | a szünetben |
| 19. | 2023. november 21. | Dél-Korea       | 0 – 3    | Vb-selejtező                     |             |
| 20. | 2023. december 29. | Omán            | 0 – 2    | Barátságos mérkőzés              |             |

## Sikerei, díjai
Santung Lüneng/Santung Tajsan
- Kínai bajnok: 2021[7]
- Kínai kupagyőztes: 2014,[5] 2020,[6] 2021, 2022[8]
- Kínai szuperkupa-győztes: 2015

Egyéni
- Kínai labdarúgó-szövetség Év fiatal játékosa: 2014[16]